# Harold & Kumar Go to White Castle
Harold & Kumar Go to White Castle (även känd som Harold & Kumar Get the Munchies i vissa länder) är en amerikansk komedifilm från 2004. Filmens handling kretsar kring två cannabisrökande huvudkaraktärer som bestämmer sig för att åka till snabbmatsrestaurangen White Castle efter att rökt marijuana. På resan dit råkar de ut för en rad komiska missöden.
Filmen skrevs av Jon Hurwitz och Hayden Schlossberg, och regisserades av Danny Leiner. Huvudrollerna spelades av Kal Penn och John Cho. Andra roller spelades av Fred Willard, Paula Garcés, Anthony Anderson, Dan Bochart, Ethan Embry, Jamie Kennedy, Bobby Lee, Christopher Meloni, Ryan Reynolds, Shaun Majumder, David Krumholtz, Eddie Kaye Thomas, Malin Åkerman och Neil Patrick Harris (som en sinnesrubbad parodi av sig själv).
Filmen hade en budget av 9 miljoner USD. Den hade premiär 20 maj 2004 i USA och visade i Sverige 3 december 2004. I Finland släpptes den direkt som DVD 18 februari 2005. Filmen spelade in 18 miljoner USD i USA men tjänade in mer än 60 miljoner USD i DVD-försäljning och uthyrning.[källa behövs]

## Skådespelare
- John Cho – Harold Lee
- Kal Penn – Kumar Patel
- Paula Garces – Maria Quesa Dilla
- Neil Patrick Harris – 'Neil Patrick Harris'